# Чжу Жанчэн
Чжу Жанчэн (кит. 朱穰丞; 1901, Шанхай — 17 января 1943, Кемеровская область) — китайский театральный режиссёр.

## Биография
Родился в состоятельной семье, учился в Шанхае в школе Святого Франциска, увлекался театром и журналистикой. Работал в шанхайском англоязычном издательстве «Kelly and Walsh». Одновременно с 1921 года руководил в Шанхае театральной труппой «Синью», боровшейся за популяризацию в Китае современного западного театра. Считается первым китайским режиссёром, работавшим по системе Станиславского. Поставил также ряд русских пьес (в том числе в собственном переводе) — в частности, «Собачий вальс» Леонида Андреева и «Дядю Ваню» Антона Чехова (первая постановка Чехова в Китае). Постепенно политические взгляды Жанчэна смещались в сторону коммунистических идей.
В 1930 году Жанчэн уехал во Францию и поступил в Сорбонну. Одновременно он возглавил французское заграничное отделение Коммунистической партии Китая. Затем за участие в организованной французскими коммунистами первомайской демонстрации был выслан в Бельгию, где в конце концов поступил клоуном в цирковую труппу, чтобы в 1933 году в ходе цирковых гастролей добраться в Москву. Работал в нескольких московских театрах. В 1937 году познакомился с немецкой поэтессой и переводчицей Кларой Блюм, с которой у Чжу завязался роман.

## Гибель
В апреле 1938 года был выслан из Москвы в Китай и в дальнейшем считался пропавшим без вести; Клара Блюм в поисках Чжу добралась в 1947 году до Китая, но так и не сумела его разыскать. Уже в 1990-е годы было установлено, что на территории Казахстана Чжу Жанчэн был арестован, обвинён в шпионаже и приговорён к 8 годам лагерей. Умер в заключении. Реабилитирован в 1989 году.